# Valentin Heins
Valentin Heins (Amburgo, 15 maggio 1637 – Amburgo, 17 novembre 1704) è stato un matematico tedesco.

Tyrocinium mercatorio-aritmeticum, 1785 (Fondazione Mansutti, Milano).

Figlio di un imprenditore di tessuti, studiò teologia all'Università di Jena e di Lipsia. In seguito fece ritorno ad Amburgo, dove lavorò come contabile alla scuola germanica della chiesa di San Michele. Insieme a Enrico Meissner fondò nel 1690 la Società Matematica di Amburgo (Rechnungs-liebende Societät). In quegli anni scrisse diversi trattati, poi stampati a inizio XIX secolo. Il suo manuale mercantile, Tyrocinium mercatorio-aritmeticum, godette di notevole successo all'epoca e restò in uso per molti anni.